# Edwin Jongedijk
Edwin Jongedijk (Noordwolde (Fr.), 24 juni 1976) is een Nederlandse singer-songwriter die voornamelijk in het Gronings zingt, terwijl Gronings niet zijn moedertaal is .
Zijn eerste single As Ik De Kaans Zol Kriegen uit 2011 stond 17 weken in de Noord-19 van RTV Noord, met nummer 1 als hoogste notering. In november 2013 kwam Jongedijks tweede solo-album Mörn Is T Weer Licht uit. Het haalde als hoogste nieuwe binnenkomer de 17e plek in de Album Top 100. Het bevat twee nummer 1-hits: Mien Dörp en Vief In De Mörn. In 2014 was Edwin Jongedijk onder andere in een aantal theaters te zien als een van de Troebadoers, samen met Jan Henk de Groot en Alex Vissering. Naast het liedjesschrijven en zingen in het Gronings, is Edwin Jongedijk actief als zanger, liedjesschrijver en gitarist van de countryrockband Taneytown (band).
Jongedijk is bachelor in de Bedrijfskunde.